# Satoruman50〜半世紀少年ミュージックショー
『Satoruman50〜半世紀少年ミュージックショー』は広島エフエム放送で2021年4月2日より毎週金曜 15:00 - 18:00に生放送しているラジオ番組。

## 概要
「HFM beat 50」→「庄司悟のリクエスト魂」→「庄司悟のカウントダウン魂」→「庄司悟のリクエスト魂」と変遷しながら約20年間続いた庄司悟の金曜夕方ワイド番組を金曜午後に移動し、開始したのがこの番組である。
「リクエスト魂」時代から続いているフタバ図書TERAサテライトスタジオからの公開生放送を、この番組においても引き続き継続していた。
この番組の後に放送していた「しほティファイ」が2022年9月30日に終了したことに伴い、同年10月7日から放送時間を1時間拡大して18時までの4時間30分の放送となった。
2023年12月29日を以て、イオンモール広島府中3階のフタバ図書TERAサテライトスタジオから公開生放送を終了（サテライトスタジオ周辺を改装するため）。2004年4月（金曜日は2005年11月）より続いてきたイオンモール広島府中からの公開生放送に終止符を打った。
2024年1月5日から、広島FM本社からの放送になり、放送時間も15:00 - 18:00に短縮した。

## 放送内容
「リクエスト魂」時代から続いている、番組チームやリスナーがテーマに沿って組んだプレイリストから、曲を選んで送ってもらうスタイル「みんなでつくるオンエアプレイリスト」のリクエストを中心に放送している。

## パーソナリティ
- 庄司悟
- 藤井香苗 （庄司が休暇をとった際の代演パーソナリティ、この時のみ番組内のジングルなどが「Kanaemon50～半世紀少女ミュージックショー～」と改められる。）

## 放送時間
2021年4月〜2022年9月 13:30 - 17:00
2022年10月〜2023年12月        13:30 - 18:00
2024年1月～　15:00 - 18:00